# Burdett (Alberta)
Pour les articles homonymes, voir Burdett.

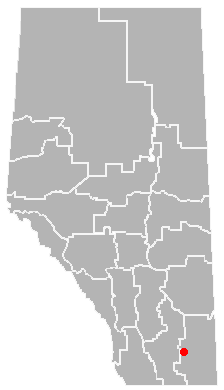

Burdett est un hameau situé dans la province d'Alberta, dans le sud-est.